# دعم الحياة المتقدم للأطفال
دعم الحياة المتقدم للأطفال (PALS) هو دورة تقدمها جمعية القلب الأمريكية (AHA) لمقدمي الرعاية الصحية الذين يعتنون بالأطفال والرضع في أقسام الطوارئ والعناية المركزة والحرجة داخل المستشفى وخارجها (خدمات الطوارئ الطبية (EMS)). تُعلّم هذه الدورة مقدمي الرعاية الصحية كيفية تقييم الأطفال المصابين والمرضى، والتعرف على ضيق/فشل الجهاز التنفسي والصدمة والسكتة القلبية واضطرابات نظم القلب وعلاجها.

## دعم الحياة الأساسي (BLS)

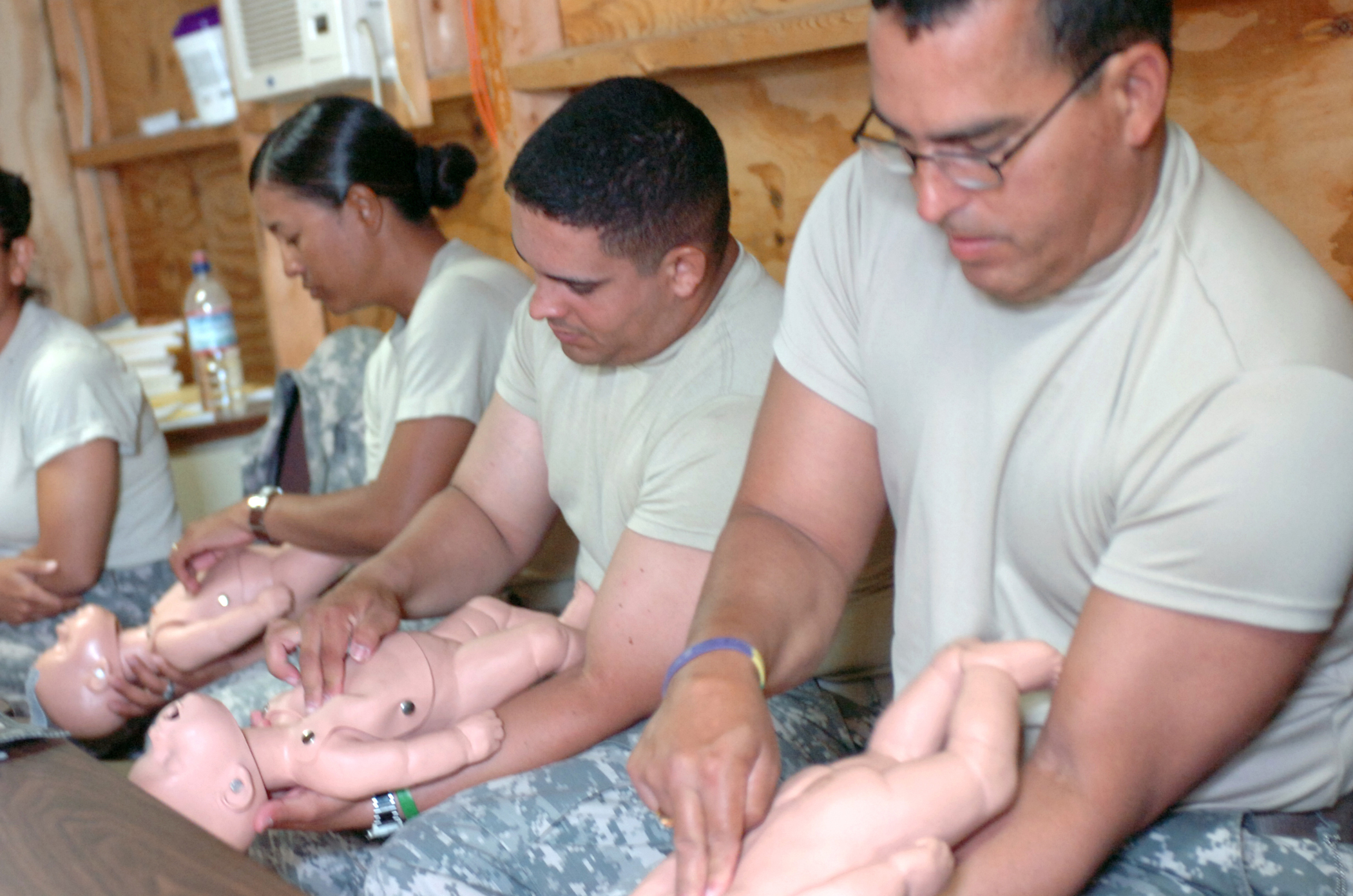
تقنية الإصبعين لضغطات صدر الرضيع (منقذ واحد)

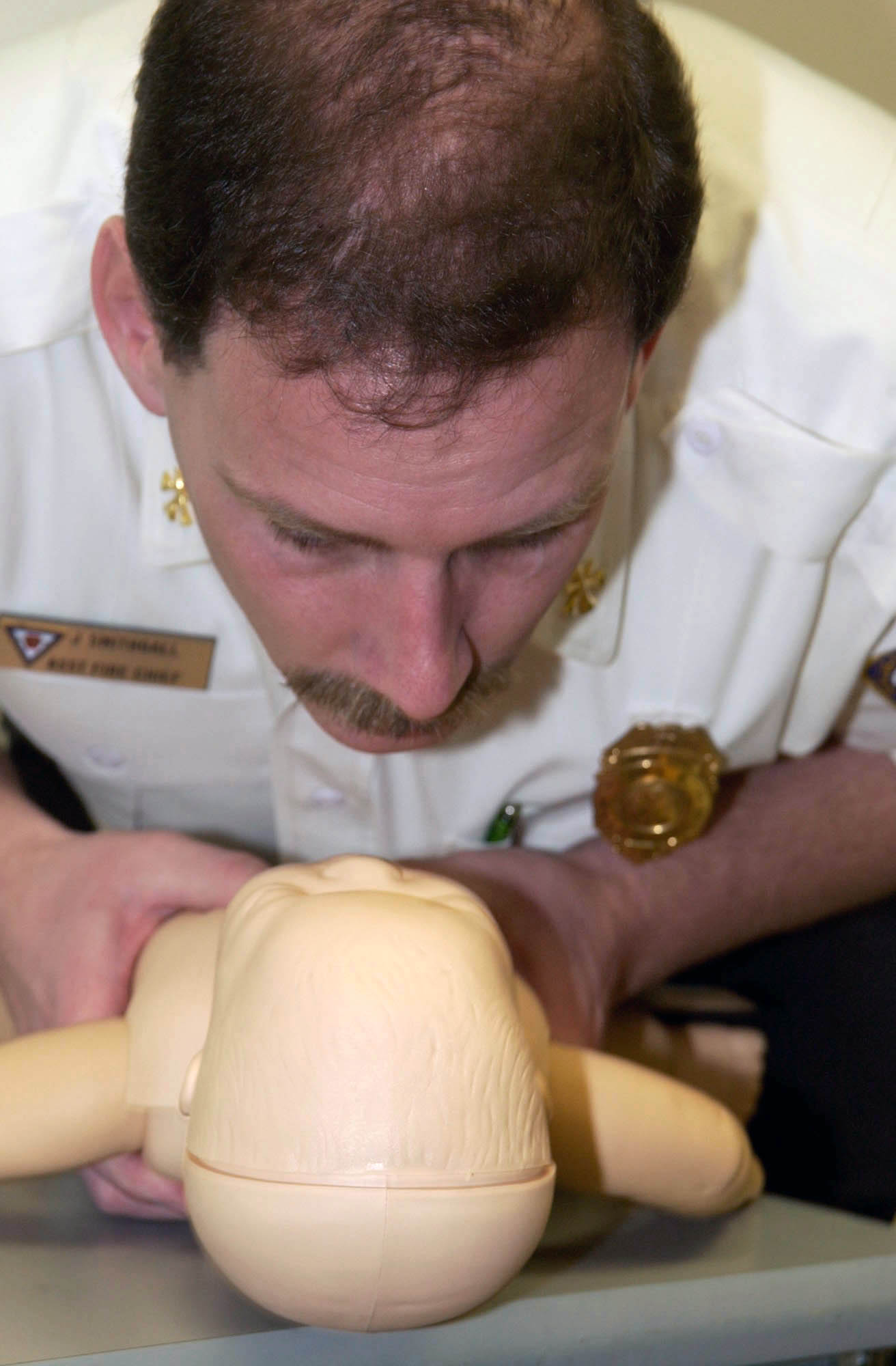
تقنية إحاطة اليدين بالإبهامين للضغط على صدر الرضيع (منقذان)

يعتمد برنامج دعم الحياة المتقدم للأطفال (PALS) على برنامج دعم الحياة الأساسي للأطفال (BLS) التابع لجمعية القلب الأمريكية. يجب على مقدمي الرعاية اتباع خوارزميات دعم الحياة الأساسي للأطفال التابعة لجمعية القلب الأمريكية لمسعف واحد أو أكثر لشخصين. إن أهم عنصر في رعاية السكتة القلبية من خلال BLS ودعم الحياة المتقدم للأطفال (PALS) هو الإنعاش القلبي الرئوي عالي الجودة (CPR). يجب أن يبدأ الإنعاش القلبي الرئوي بفحص الاستجابة والحصول على المساعدة وتنشيط نظام الاستجابة للطوارئ.
بعد ذلك، يجب على مقدم الرعاية تقييم التنفس والنبض (نبض العضد عند الرضيع ونبض الشريان السباتي [الإنجليزية] عند الطفل) - كل ذلك في غضون 10 ثوانٍ. إذا لم يكن هناك نبض ولا تنفس أو مجرد لهث، فابدأ الإنعاش القلبي الرئوي. يتكون الإنعاش القلبي الرئوي من ضغطات الصدر متبوعة بأنفاس الإنقاذ - بالنسبة لمسعف واحد، قم بإجراء 30 ضغطة ونفسين (30:2)، ولأكثر من منقذين، قم بإجراء 15 ضغطة ونفسين (15:2). يجب أن يكون معدل ضغطات الصدر من ١٠٠ إلى ١٢٠ ضغطة في الدقيقة، وأن يكون عمقها ١.٥ بوصة للرضع وبوصتين للأطفال.
تختلف ضغطات الصدر بين الرضع والأطفال. بالنسبة للرضع، يمكن إجراء ضغطات الصدر باستخدام تقنية الإصبعين (منقذ واحد) أو تقنية إحاطة اليدين بالإبهامين (منقذان). في تقنية الإصبعين، يستخدم مقدم الرعاية الصحية إصبعيه السبابة والوسطى للضغط على عظم القص، أسفل الحلمتين. أما في تقنية إحاطة اليدين بالإبهامين، فيجب أن يلف مقدم الرعاية الصحية يديْه حول الصدر مع الضغط بإبهاميه على عظم القص. بالنسبة للأطفال، يجب إجراء ضغطات الصدر بوضع كعب إحدى يديه على أسفل صدر الطفل والضغط لأسفل مع إبقاء ذراعيه مستقيمتين عند الكوع.

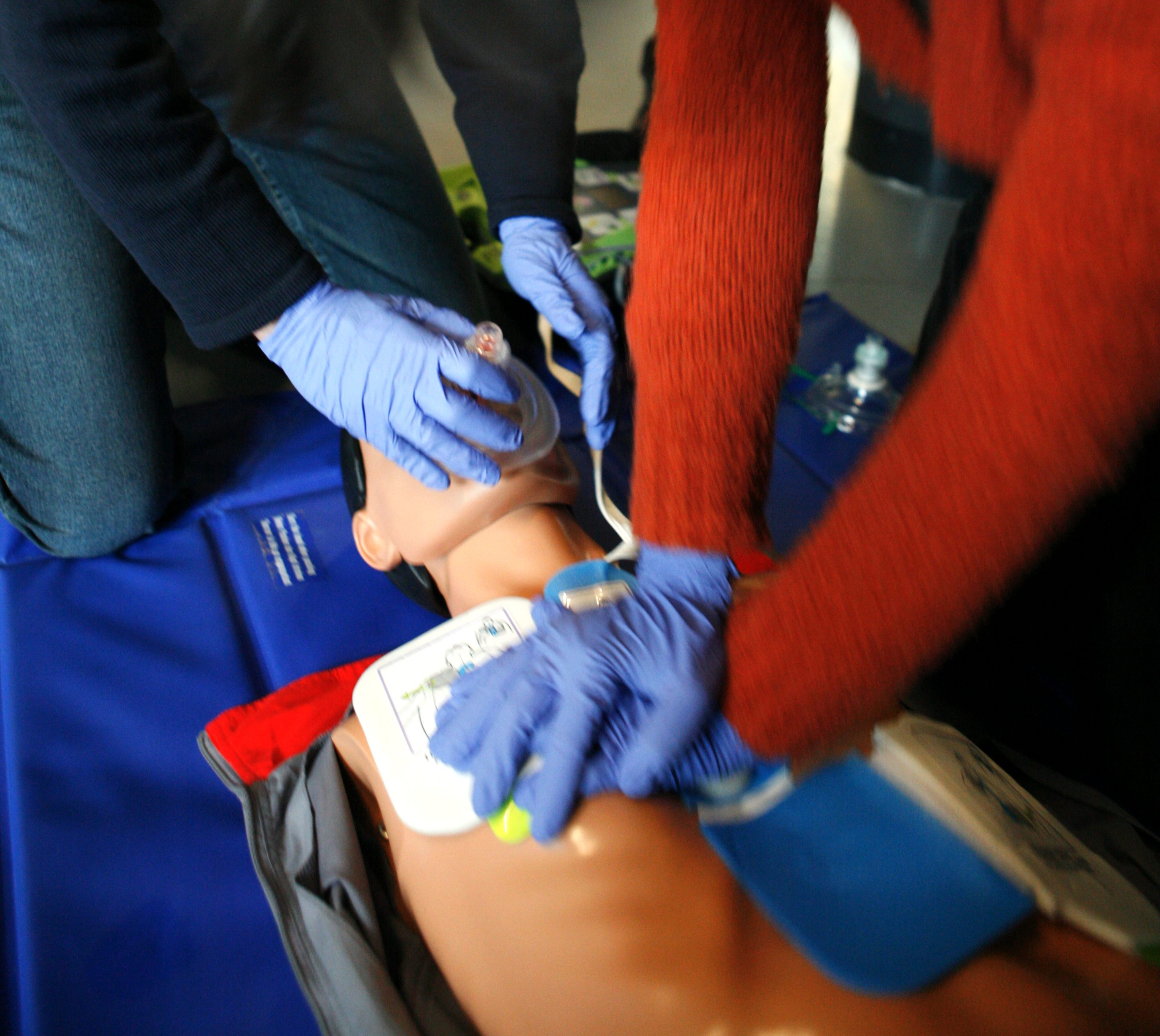
ضغطات الصدر للأطفال

إذا لم تصل المساعدة بعد دقيقتين، يجب على مقدم الرعاية الصحية الاتصال مرة أخرى وطلب جهاز مزيل الرجفان الخارجي الآلي (AED). بمجرد وصول المساعدة وجهاز مزيل الرجفان الخارجي الآلي، يجب على مقدم الرعاية الصحية وضع وسادات مزيل الرجفان الخارجي الآلي على الطفل، مع الحرص على عدم تعطيل ضغطات الصدر. سيُعلم جهاز مزيل الرجفان الخارجي الآلي مقدم الرعاية الصحية إذا كان نظم قلب الطفل قابلاً للصدمات الكهربائية. في هذه الحالة، يُعطى صدمة كهربائية ثم يُستأنف الإنعاش القلبي الرئوي فورًا.

## التقييم
يُعلّم برنامج دعم الحياة المتقدم للأطفال (PALS) تقييمًا منهجيًا يُمكّن مُقدّم الرعاية الصحية من تحديد أي حالات تُهدّد الحياة بسرعة ومعالجتها. تبدأ خوارزمية التقييم المنهجي لبرنامج دعم الحياة المتقدم للأطفال (PALS) بتقييم أولي سريع، يليه فحص الاستجابة والنبض والتنفس. إذا لم يكن لدى الطفل نبض ولا يتنفس، فابدأ الإنعاش القلبي الرئوي. إذا كان لدى الطفل نبض ولكنه لا يتنفس، فوفّر له التهوية وأعطِه الأكسجين (إن أمكن). بمجرد التأكد من أن الطفل لديه نبض ويتنفس ولا يحتاج إلى علاج فوري لإنقاذ الحياة، سيبدأ مُقدّم الرعاية الصحية تقييمه الأولي، يليه تقييم ثانوي وفحوصات تشخيصية إضافية. يجب إجراء عمليات إعادة تقييم مُستمرة لإعادة تقييم الحالات المُهدّدة للحياة.

### تتراوح العلامات الحيوية للأطفال حسب العمر
| العمر                            | معدل الاستيقاظ | معدل النوم |
| -------------------------------- | -------------- | ---------- |
| حديثي الولادة (أقل من 28 يومًا)   | 100-205        | 90-160     |
| رضيع (من شهر إلى سنة)            | 100-180        | 90-160     |
| طفل صغير (1-2 سنة)               | 98-140         | 80-120     |
| مرحلة ما قبل المدرسة (3-5 سنوات) | 80-120         | 65-100     |
| سن المدرسة (6-11 سنة)            | 75-118         | 58-90      |
| المراهقون (12-15 سنة)            | 60-100         | 50-90      |

| العمر                            | معدل التنفس الطبيعي |
| -------------------------------- | ------------------- |
| رضيع (من شهر إلى سنة)            | 30-55               |
| طفل صغير (1-2 سنة)               | 20-30               |
| مرحلة ما قبل المدرسة (3-5 سنوات) | 20-25               |
| سن المدرسة (6-11 سنة)            | 14-22               |
| المراهق (12-15 سنة)              | 12-18               |

| العمر                            | ضغط الدم الانقباضي | ضغط الدم الانبساطي |
| -------------------------------- | ------------------ | ------------------ |
| الولادة حتى 12 ساعة              | 60-85              | 45-55              |
| حديث الولادة                     | 67-84              | 35-53              |
| الرضيع (من شهر إلى سنة)          | 80-100             | 55-65              |
| طفل صغير (1-2 سنة)               | 90-105             | 55-70              |
| مرحلة ما قبل المدرسة (3-5 سنوات) | 95-107             | 60-71              |
| سن المدرسة (6-11 سنة)            | 95-119             | 60-76              |
| المراهق (12-15 سنة)              | 110-124            | 70-79              |

## التقييم الأولي
التقييم الأولي هو تقييم سريع للغاية يُجرى خلال الثواني الأولى من التفاعل مع الطفل، ويستخدم الاختصار ABC - المظهر والتنفس واللون. سيقيّم مقدم الرعاية المظهر (مستوى الوعي والاستجابة والكلام أو البكاء)، والتنفس (التنفس أو عدم التنفس، وزيادة جهد التنفس، وأصوات التنفس غير الطبيعية)، واللون (شاحب أو مرقط أو زراق أو ينزف).

## التقييم الأساسي
يستخدم التقييم الأساسي الاختصار ABCDE - مجرى الهواء والتنفس والدورة الدموية والإعاقة والتعرض. مجرى الهواء - تقييم سالكية مجرى الهواء (مفتوح/سالك، غير مسدود مقابل مسدود) وما إذا كان المريض بحاجة إلى مساعدة في الحفاظ على مجرى الهواء.
التنفس - تقييم معدل التنفس والجهد التنفسي وأصوات الرئة وأصوات مجرى الهواء وحركة الصدر وتشبع الأكسجين عبر قياس التأكسج النبضي.
الدورة الدموية - تقييم معدل ضربات القلب وإيقاع القلب والنبضات، ولون البشرة ودرجة حرارتها وزمن إعادة امتلاء الشعيرات وضغط الدم.
الإعاقة - تقييم الوظيفة العصبية باستخدام مقياس استجابة الأطفال AVPU (يقظة، صوتية، مؤلمة، غير مستجيبة)، ومقياس غلاسكو للغيبوبة للأطفال (فتح العين، الاستجابة الحركية، الاستجابة اللفظية)، واستجابة حدقة العين للضوء (طبيعية، دقيقة، متوسعة، متوسعة من جانب واحد)، واختبار سكر الدم (انخفاض سكر الدم/نقص سكر الدم قد يُسبب تغيرات في الحالة العقلية).
التعرض - تقييم درجة الحرارة/الحمى، وعلامات الصدمة (الجروح، النزيف، الكدمات، الحروق، إلخ)، والجلد (البقع النقطية، والبقع البرفرية، إلخ).

## التقييم الثانوي
بعد إتمام التقييم الأولي، يُمكن لمقدم الرعاية الصحية إجراء تقييم ثانوي يتضمن فحصًا بدني شامل وسيرة مرضية مُركزًة. تُستخدم المعلومات المطلوبة في التاريخ الطبي اختصارًا "SAMPLE" - العلامات والأعراض، والحساسية، والأدوية (الموصوفة، والمتاحة بدون وصفة طبية، والفيتامينات، والأعشاب)، والتاريخ الطبي السابق (أي مشاكل طبية، وعمليات جراحية سابقة)، وآخر وجبة (معلومات مفيدة يجب معرفتها لأنها قد تؤثر على موعد خضوع الطفل للجراحة أو تلقيه التخدير)، والأحداث (بداية المرض والأحداث التي سبقته).
تشمل أجزاء التاريخ الطبي المهمة بشكل خاص للأطفال السؤال عن الأدوية التي ربما تناولها الطفل (مثلًا، إذا سقطت حبة دواء على الأرض أو خزانة أدوية غير مقفلة)، وتاريخ الولادة المبكرة، وتاريخ الولادة، والتطعيمات.

## ضيق وفشل الجهاز التنفسي
يجب أن يكون مقدمو الرعاية الصحية قادرين على تحديد مشاكل الجهاز التنفسي التي يسهل علاجها (مثل: المعالجة بالأكسجين، أو شفط/تنظيف مجرى الهواء، أو ألبوتيرول، إلخ) وتلك التي قد تتطور بسرعة إلى حالات تهدد الحياة. يمكن أن يتطور ضيق التنفس إلى فشل تنفسي، والذي بدوره قد يتطور إلى سكتة قلبية. بمجرد تطور مشاكل الجهاز التنفسي إلى سكتة قلبية، تزداد احتمالية الوفاة والتلف العصبي. لهذا السبب، ينبغي على مقدمي الرعاية الصحية السعي لتحديد وعلاج حالات الجهاز التنفسي قبل تفاقمها.

### تعرُّف

#### العلامات والأعراض
العلامات الشائعة لضيق التنفس
- زيادة جهد التنفس
- توسع الأنف (اتساع فتحتي الأنف أثناء التنفس)
- استخدام عضلات إضافية (استخدام عضلات أخرى غير الحجاب الحاجز والعضلات الوربية أثناء التنفس (مثل: القصية الترقوية الخشائية))
- انكماش أجزاء من الصدر أثناء التنفس (مثل: فوق القص، تحت القص، القص، بين الضلوع، تحت الضلوع، فوق الترقوة)
- اهتزاز الرأس (عند الرضع)
- الشخير
- سرعة التنفس (التنفس السريع جدًا)
- شحوب الجلد (شحوب الجلد)
- تسارع دقات القلب (معدل ضربات القلب السريع)
- الانفعال والقلق

يمكن أن يتطور ضيق التنفس ويتفاقم إلى فشل تنفسي. تشمل علامات فشل الجهاز التنفسي ما يلي:
- انخفاض القدرة على التنفس
- توقف التنفس أو توقفه تمامًا (انقطاع النفس)
- بطء التنفس (بطء شديد في التنفس)
- انخفاض أو انعدام حركة الهواء
- أصوات تنفس غير طبيعية
- زرقة (زرقة الجلد)
- الإرهاق وعدم الاستجابة
- عدم القدرة على الكلام أو السعال[3][4][5]

#### أنواع مشاكل الجهاز التنفسي
- انسداد مجرى الهواء العلوي - مثل: الخناق، التهاب لسان المزمار، رشف جسم غريب، الحساسية المفرطة، خراج خلف البلعوم، تضخم/تورم اللوزتين.
- انسداد مجرى الهواء السفلي - مثل: الربو، التهاب القصيبات.
- أمراض أنسجة الرئة - مثل: ذات الرئة، التهاب الرئة، وذمة الرئة.
- اضطراب التحكم في التنفس - غالبًا ما يوصف بأنه "تنفس غريب"؛ مثل: النوبات، الجرعة الزائدة، الصدمة، الغيبوبة، الأمراض العصبية العضلية.[4]

### إدارة

#### الإدارة الأولية
تستخدم الإدارة الأولية لضيق التنفس الاختصار ABC - مجرى الهواء، التنفس، الدورة الدموية.

##### مجرى الهواء
- دعم مجرى الهواء بالتأكد من أنه مفتوح/سالك (يمكن للطفل القيام بذلك بنفسه، أو قد يضطر مقدم الرعاية الصحية إلى فتح مجرى الهواء بإمالة الرأس ورفع الذقن [الإنجليزية] أو دفع الفك (في حال الاشتباه بإصابة في العمود الفقري العنقي)).
- تنظيف مجرى الهواء حسب الحاجة (مثل: شفط المخاط/الإفرازات من الأنف والحلق، وإزالة الأجسام الغريبة، إلخ).
- التفكير في إضافة ملحقات مجرى الهواء مثل مجرى الهواء الأنفي البلعومي [الإنجليزية] أو مجرى الهواء الفموي البلعومي (OPA) (في حال عدم وجود منعكس بلعومي).

##### التنفس
- مراقبة تشبع الأكسجين باستخدام جهاز قياس الأكسجين النبضي.
- إعطاء أكسجين إضافي.
- إعطاء أدوية استنشاقية (مثل ألبوتيرول، وأدرينالين) حسب الحاجة.
- التهوية اليدوية حسب الحاجة (مثل التهوية باستخدام كيس التنفس).
- الاستعداد لحالات انسداد مجرى الهواء المتقدمة.

##### الدورة الدموية
- مراقبة المؤشرات الحيوية (مثل معدل ضربات القلب وضغط الدم)
- توفير الوصول الوعائي (للأدوية والسوائل) حسب الحاجة

##### مجاري الهواء المتقدمة
قد تكون مجاري الهواء المتقدمة ضرورية إذا لم يتمكن الطفل من الحفاظ على مجرى الهواء بمفرده ولم يستجيب لطرق التهوية والأكسجين الأخرى. تستخدم مجاري الهواء المتقدمة معدات طبية للسماح بفتح مجاري الهواء وسهولة التهوية وتوصيل الأدوية. تشمل أنواع مجاري الهواء المتقدمة أجهزة فوق المزمار (أجهزة تقع فوق المزمار مثل مسلك هوائي فموي بلعومي (OPA) و مجرى الهواء الأنفي البلعومي (NPA) [الإنجليزية] وقناع مجرى الهواء الحنجري)، وأجهزة تحت المزمار (أجهزة تقع أسفل المزمار وتدخل في القصبة الهوائية مثل أنبوب داخل القصبة الهوائية (التنبيب))، والجراحة (شق أسفل المزمار مثل بضع الغشاء الحلقي والدرقي وثقب القصبة الهوائية). عادةً ما يتم إجراء مجاري الهواء المتقدمة الجراحية عند فشل التنبيب والطرق الأخرى الأقل تدخلاً أو موانع الاستعمال أو عندما يحتاج الطفل إلى تهوية ميكانيكية طويلة الأمد.

##### التنبيب
لإجراء التنبيب، يجب أن يكون مقدم الرعاية الصحية قادرًا على تنفيذ خطوات التنبيب التسلسلي السريع (التحضير، والأكسجة المسبقة، والعلاج المسبق، والشلل والتخدير، والوضع، ووضع الأنبوب، وإدارة ما بعد التنبيب).

##### مواصلة الإدارة
يجب أن يعتمد العلاج الإضافي على الحالة الطبية المحددة للطفل. على سبيل المثال، إذا كان الطفل يعاني من ضائقة تنفسية نتيجة الربو، فإن العلاج يشمل ألبوتيرول، والكورتيكوستيرويدات المستنشقة، والأكسجين الإضافي، وغيرها، حسب شدة الربو.

## صدمة
تُعرَّف الصدمة بأنها تدفق دم غير كافٍ (تروية) في الجسم، مما يتسبب في عدم حصول الأنسجة والأعضاء على ما يكفي من الأكسجين والعناصر الغذائية (2) وصعوبة التخلص من المنتجات السامة لعملية التمثيل الغذائي (مثل اللاكتات). من المهم التعرف على الصدمة وعلاجها في أقرب وقت ممكن لأن الجسم يحتاج إلى الأكسجين والعناصر الغذائية للعمل وبدونها، يمكن أن تتوقف الأعضاء في النهاية عن العمل وقد يموت الناس. تشمل العلامات الشائعة للصدمة ضعف النبضات وتغير مستوى الوعي وبطء القلب أو تسرع القلب وانخفاض إنتاج البول وانخفاض ضغط الدم والجلد الشاحب والبارد. يركز علاج الصدمة على زيادة تدفق الدم وتوصيل الأكسجين إلى الأنسجة والأعضاء قبل أن تتلف الأعضاء بشكل دائم. سيناقش هذا القسم التعرف على الصدمة وإدارتها.

### تعرُّف

#### شدة الصدمة

قياس ضغط الدم

تعتمد شدة الصدمة عادةً على ضغط الدم الانقباضي. ولذلك، يُعد قياس ضغط الدم وسيلةً مهمةً لتقييم الصدمة؛ ومع ذلك، قد لا تكون أجهزة قياس ضغط الدم دقيقةً للغاية إذا كانت النبضات ضعيفةً وكانت التروية في الذراعين والساقين (حيث يُقاس ضغط الدم) ضعيفة.
الصدمة المُعوّضة هي عندما يتمكن الجسم من التعويض من خلال آلياتٍ مُختلفة (مثل رفع مُعدل ضربات القلب، وزيادة المُقاومة الوعائية الجهازية، وغيرها) للحفاظ على ضغط الدم الانقباضي ضمن مُعدله الطبيعي.
الصدمة الخافضة لضغط الدم/غير المُعوّضة هي عندما لا يستطيع الجسم الحفاظ على ضغط الدم الانقباضي ضمن مُعدله الطبيعي، فيُصبح مُنخفضًا جدًا (انخفاض ضغط الدم).
| العمر            | ضغط دم انقباضي                                                            |
| ---------------- | ------------------------------------------------------------------------- |
| 0-1 شهر          | < 60 ملم زئبق                                                             |
| من 1 إلى 12 شهرًا | < 70 ملم زئبق                                                             |
| 1-10 سنوات       | النسبة المئوية الخامسة: < 70 ملم زئبق + [عمر الطفل بالسنوات × 2] ملم زئبق |
| > 10 سنوات       | < 90 ملم زئبق                                                             |

#### أنواع الصدمات
هناك أربعة أنواع رئيسية من الصدمة: نقص حجم الدم، والصدمة التوزيعية، والصدمة القلبية، والصدمة الانسدادية.

#### صدمة نقص حجم الدم
صدمة نقص حجم الدم (نقص حجم الدم) ناجمة عن انخفاض حجم الدم، وهي السبب الأكثر شيوعًا للصدمة لدى الأطفال. تشمل الأسباب الشائعة لنقص حجم الدم الإسهال، والتقيؤ، والنزيف، وقلة شرب الماء، والحروق، وإدرار البول الأسموزي (مثل الحماض الكيتوني السكري)، وفقدان الحيز الثالث. ترتبط أعراض صدمة نقص حجم الدم بانخفاض حجم الدم وانخفاض تدفقه إلى الأطراف (مثل برودة الأطراف، وبطء إعادةامتلاء الشعيرات الدموية، وضعف النبضات البعيدة).

#### صدمة توزيعية
الصدمة التوزيعية تحدث نتيجة توزيع غير طبيعي للدم في جميع أنحاء الجسم، مما يؤدي إلى نقص في إمداد بعض أجزاء الجسم بالدم. تشمل الأسباب الشائعة للصدمة التوزيعية تعفن الدم، والحساسية المفرطة، وإصابة الرأس أو النخاع الشوكي (صدمة عصبية).
- عادةً ما تحدث الصدمة الإنتانية نتيجة عدوى أو التهاب في الجسم. تشمل علامات الصدمة الإنتانية الحمى أو انخفاض حرارة الجسم، والحبرة، ووالفرفرية. قد تُظهر الفحوصات المخبرية كثرة الكريات البيض أو نقصها، وحماضًا أيضيًا مع ارتفاع في اللاكتات، وغيرها.[7]
- تحدث الصدمة التأقية بسبب مسببات الحساسية، وتشمل علاماتها الشائعة تورم الوجه، وتورم الحلق، والشرى، والصفير، وما إلى ذلك.[7]

#### صدمة قلبية
تحدث الصدمة القلبية نتيجةً لخلل في وظائف القلب أو مشاكل فيه تُعيق ضخ الدم. تشمل الأسباب الشائعة للصدمة القلبية أمراض القلب الخلقية، وعدم انتظام ضربات القلب، والتهاب عضلة القلب، واعتلال عضلة القلب (ضعف قدرة القلب على الضخ)، وصدمة/إصابة القلب والتسمم بالأدوية أو السموم. تشمل العلامات الشائعة تسرع القلب، ونبضات بعيدة، وتفاقم الحالة مع إعطاء السوائل.

#### صدمة انسدادية
تحدث الصدمة الانسدادية نتيجة اضطراب تدفق الدم إلى القلب أو خروجه منه. تشمل الأسباب الشائعة استرواح الصدر الضاغط، وانسداد القلب، والانسداد الرئوي، وعيوب القلب الخلقية المرتبطة بالقناة الشريانية (وهي حالات تتفاقم عند إغلاق القناة الشريانية بعد الولادة) (مثل متلازمة نقص تنسج القلب الأيسر وتضيق الأبهر).
- استرواح الصدر التوتري: تراكم الهواء في التجويف الجنبي للرئتين، مما يسبب ضغطًا وانهيارًا للرئة. تشمل العلامات الشائعة صدمة في الصدر، وتمدد أوردة الرقبة، وانحراف القصبة الهوائية [الإنجليزية] (بعيدًا عن جانب الإصابة)، وانخفاض أصوات التنفس في جانب الإصابة.
- انسداد القلب: تراكم السوائل أو الدم في التجويف المحيط بالقلب (غلاف القلب) مما يسبب ضغطًا على القلب. تشمل العلامات الشائعة أصوات القلب المكتومة ونبضًا متناقضًا.[7]
- الانسداد الرئوي: انسداد شريان رئوي أو فرع من الشرايين الرئوية، وغالبًا ما يكون ذلك بسبب جلطة تسبب انسداد تدفق الدم من القلب أو رجوعه إليه. الأطفال الذين لديهم استعداد لتكوين الجلطات، مثل المصابين بمرض فقر الدم المنجلي والسرطان واضطرابات التخثر والقسطرة الوريدية المركزية، هم أكثر عرضة للإصابة بالانسداد الرئوي. تشمل العلامات الشائعة تدهور وظائف القلب والرئة كما يتضح من ألم الصدر، وتسارع دقات القلب، وضيق التنفس، وقصور القلب، وأكثر من ذلك.[4]

### الإدارة
يجب أن يعتمد علاج الصدمة على نوعها. إذا لم يُحدد نوع الصدمة بعد، يجب على مقدم الرعاية الصحية البدء ببعض العلاجات الأولية والفحوصات المخبرية. يجب أن يتلقى جميع الأطفال الذين يُشتبه بإصابتهم بالصدمة أكسجينًا إضافيًا، وتهوية إذا كانوا يعانون من ضائقة تنفسية (عبر قنية أنفية، أو قنية أنفية عالية التدفق، أو تهوية غير باضعة، أو تهوية ميكانيكية)، وعلاجًا للحالات التي تُهدد الحياة. يجب على مقدمي الرعاية الصحية توفير وصول وعائي (وصول وريدي [قناتان وريديتان محيطيتان بإبرة ذات عيار كبير]، وإذا لم يكن ذلك ممكنًا، الوصول داخل العظم (IO) أو خط وريدي مركزي). يجب على مقدمي الرعاية الصحية أيضًا إجراء فحوصات مخبرية أولية تشمل فحص سكر الدم السريع، ولوحة التمثيل الغذائي الأساسية (BMP) [الإنجليزية] (تقيس إلكتروليتات المصل، ونيتروجين اليوريا في الدم، والكرياتينين)، ومستوى حمض اللاكتيك، وتعداد الدم الكامل (CBC)، وشريط قياس البول.

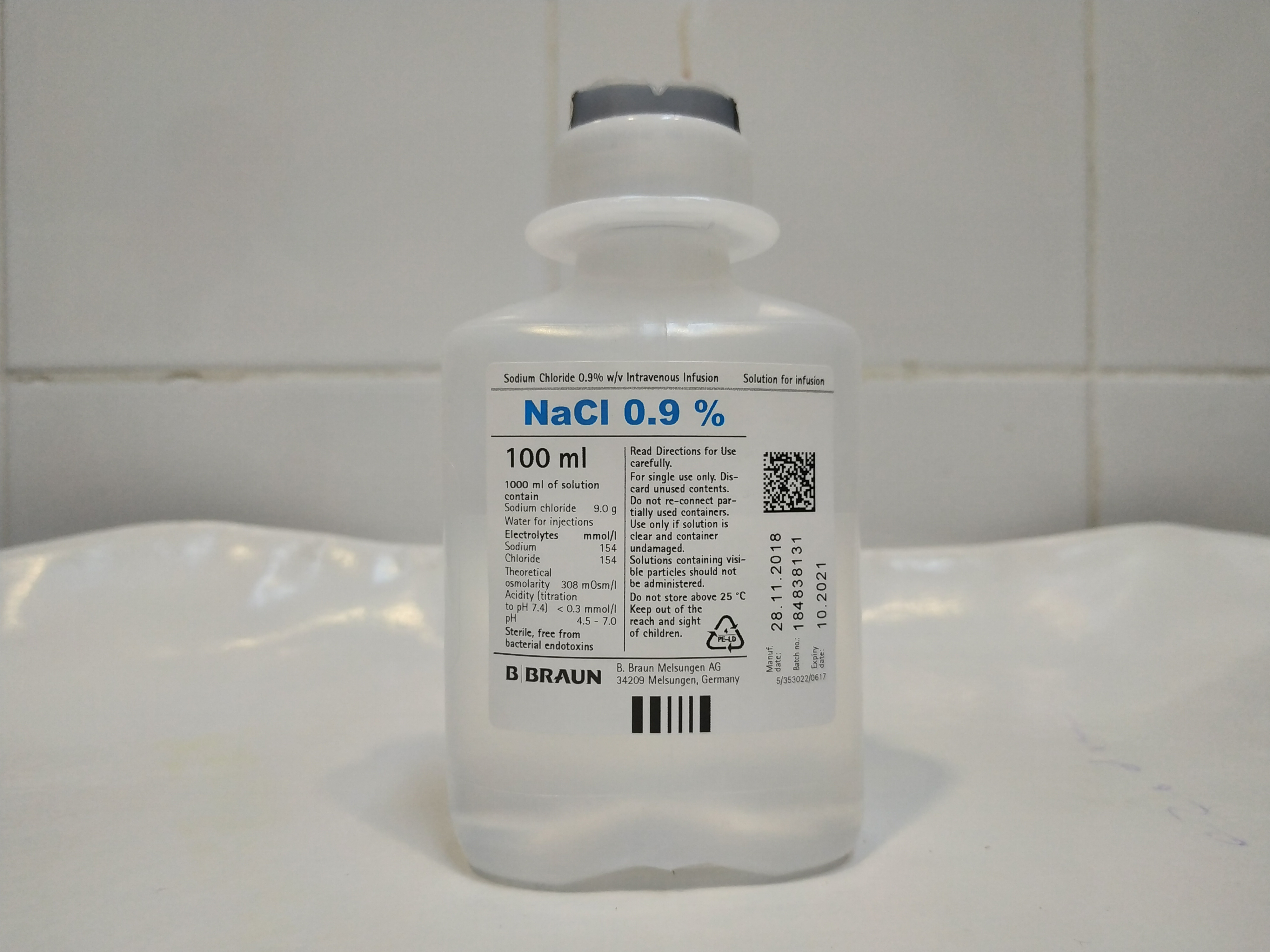
محلول ملحي

#### سوائل
يجب على مقدم الرعاية الصحية البدء بإعطاء السوائل البلورية (محلول ملحي عادي أو محلول رينغر اللاكتاتي). في حالة الصدمة التعويضية، يُعطى المريض 10-20 مل/كجم على مدى 5-20 دقيقة، وفي حالة الصدمة الخافضة لضغط الدم، يُعطى 20 مل/لتر على مدى 5-10 دقائق. مع ذلك، إذا ظهرت علامات على وجود كمية زائدة من السوائل (زيادة في السوائل) لدى المريض، مثل تفاقم ضيق التنفس، وتمدد الوريد الوداجي، وخشخشة، وتضخم الكبد، فلا ينبغي إعطاء السوائل. مع استمرار علامات الصدمة وعدم وجود علامات على زيادة السوائل، يمكن للأطفال الاستمرار في تلقي 10-20 مل/كجم من السوائل بحد أقصى 60 مل/كجم في الساعة الأولى. مع ذلك، في حالة الاشتباه في إصابة الطفل بصدمة قلبية، يجب تقليل كمية السوائل على مدى فترة زمنية أطول (مثل 5-10 مل/كجم على مدى 15-30 دقيقة).

#### صدمة نقص حجم الدم
تُعالَج صدمة نقص حجم الدم بشكل رئيسي بتعويض السوائل، كما هو موضح في قسم السوائل أعلاه. إذا كانت صدمة نقص حجم الدم ناجمة عن نزيف، فيجب على مقدم الرعاية الصحية إجراء فحص فصيلة الدم، ومطابقة فصائل الدم، ودراسات التخثر (اختبار البروثرومبين (PT)، واختبار INR، واختبار PTT). في حالة الصدمة النزفية، يجب أن يتلقى المرضى دمًا أو مشتقات دم إذا لم تتحسن حالتهم بالسوائل.

#### صدمة توزيعية
تُعالَج الصدمة التوزيعية بشكل رئيسي بتعويض السوائل، كما هو موضح في قسم السوائل أعلاه، وباستخدام قابضات الأوعية الدموية. بالنسبة للمصابين بصدمة إنتانية، ينبغي على مقدمي الرعاية الصحية إجراء زرع الدم، وتحليل بول، وفحص بروتين سي التفاعلي (CRP) (علامة الالتهاب)، وبروكالسيتونين (علامة الالتهاب)، والفيبرينوجين، ودي-دايمر، والبيليروبين، وغيرها. أما المصابون بصدمة الحساسية المفرطة، فيُعالَجون بالإبينفرين العضلي.

#### صدمة قلبية
عادةً ما تتفاقم الصدمة القلبية مع السوائل. ينبغي على مقدمي الرعاية الصحية إجراء تخطيط كهربية القلب وتخطيط صدى القلب للمرضى المشتبه بإصابتهم بالصدمة القلبية. يشمل العلاج استخدام قابضات الأوعية الدموية، ومقويات التقلص العضلي، وعلاج أي اضطرابات في نظم القلب.

#### صدمة انسدادية
تُعالَج الصدمة الانسدادية بمعالجة السبب الكامن وراءها. يُعالَج استرواح الصدر الضاغط بأنبوب صدري وبزل الصدر يسمح للهواء بالخروج من التجويف الجنبي. يُعالَج الانسداد القلبي ببزل التامور، الذي يُزيل السائل من التامور ويُرخي ضغط القلب. يُعالَج الانسداد الرئوي بمضادات التخثر (التي تمنع الجسم من تكوين المزيد من الجلطات)، وإذا كانت الحالة شديدة بما يكفي، يُجرى استئصال الخثرة (الإزالة الجراحية للجلطات). تُعالَج عيوب القلب الخلقية المرتبطة بالقناة الشريانية بالبروستاجلاندين E1/ألبروستاديل الذي يُبقي القناة الشريانية مفتوحة.

#### سكتة قلبية
تحدث السكتة القلبية عندما يتوقف القلب عن العمل ويتوقف الدم عن التدفق في جميع أنحاء الجسم.
عادةً ما يحدث السكتة القلبية عند الرضع والأطفال بسبب (1) السكتة القلبية الناتجة عن نقص الأكسجين/الاختناق، وفي حالات أقل شيوعًا بسبب (2) السكتة القلبية المفاجئة الناتجة عن مشاكل في القلب أو عدم انتظام ضربات القلب. أما عند البالغين، فعادةً ما تحدث السكتة القلبية بسبب مشاكل في القلب مثل متلازمة الشريان التاجي الحادة. أما السكتة القلبية الناتجة عن نقص الأكسجين/الاختناق، فهي نتيجة لفشل تنفسي تدريجي و/أو صدمة. لهذا السبب، من المهم علاج فشل الجهاز التنفسي والصدمة مبكرًا حتى لا تتطور إلى سكتة قلبية.
عادةً ما يحدث السكتة القلبية المفاجئة بسبب اضطرابات في نظم القلب مثل الرجفان البطيني (VF) وتسرع القلب البطيني عديم النبض (pVT). هذه الاضطرابات أكثر شيوعًا لدى الأطفال المصابين باعتلال عضلة القلب الضخامي، واعتلالات القنوات القلبية (مثل متلازمة كيو تي الطويلة)، والتهاب عضلة القلب، والمخدرات (مثل الكوكايين والديجوكسين)، وارتجاج القلب، والشريان التاجي الشاذ [الإنجليزية].
هناك العديد من أسباب السكتة القلبية القابلة للعكس، ويُستخدم الاختصار "H's and T's" لتذكر هذه الأسباب.
| H's                                       | T's                                         |
| ----------------------------------------- | ------------------------------------------- |
| نقص تروية(hypoxia)                        | إصابة(trauma)                               |
| نقص حجم الدم(hypovolemia)                 | سموم(toxins)                                |
| أيونات الهيدروجين (الحماض) (hydrogen ion) | استرواح الصدر التوتري(tension pneumothorax) |
| نقص سكر الدم(hypoglycemia)                | الخثار (جلطة في الرئتين والقلب)(thrombosis) |
| انخفاض حرارة الجسم(hypothermia)           | السدادة (القلبية)(tamponade)                |
| نقص/فرط بوتاسيوم الدم(hypo/hyperkalemia)  |                                             |

### تعرُّف
تشمل علامات السكتة القلبية غياب النبض (خلال 10 ثوانٍ)، أو انقطاع التنفس أو مجرد اللهاث، وعدم الاستجابة. وكما ذُكر سابقًا، تحدث السكتة القلبية لدى الأطفال بشكل رئيسي نتيجة فشل الجهاز التنفسي والصدمة، لذا يجب على مقدمي الرعاية الصحية علاج هذه الحالات بسرعة والانتباه لعلامات السكتة القلبية. ولأن السكتة القلبية قد تكون ناجمة أيضًا عن عدم انتظام ضربات القلب، فيجب على مقدمي الرعاية الصحية إجراء تخطيط كهربية القلب لهؤلاء المرضى. تشمل إيقاعات السكتة القلبية الرئيسية الأربعة الرجفان البطيني (VF)، وتسرع القلب البطيني عديم النبض (pVT)، وتوقف الانقباض، والنشاط الكهربائي عديم النبض (PEA).
الرجفان البطيني (VF): ارتعاش سريع وغير منظم للبطينين.
تسرع القلب البطيني بلا نبض (pVT): مركبات QRS عريضة منظمة بدون نبض.
توقف الانقباض: لا يوجد نشاط كهربائي للقلب، ويُظهر تخطيط كهربية القلب خطًا مستقيمًا.

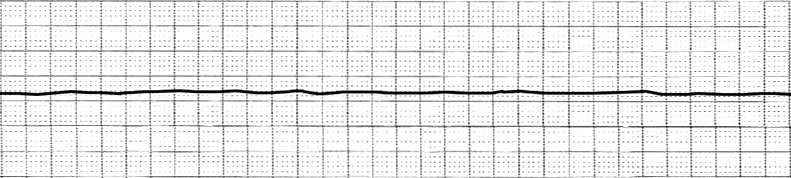
توقف الانقباض

نشاط كهربائي عديم النبض (PEA): لا توجد نبضات، لكن يُظهر تخطيط كهربية القلب نشاطًا كهربائيًا منظمًا (ليس رجفانًا بطينيًا أو انقباضًا)؛ بدون إيقاع محدد.

### إدارة
يتبع علاج السكتة القلبية عند الأطفال خوارزمية جمعية القلب الأمريكية (AHA) لعلاج السكتة القلبية عند الأطفال. يهدف العلاج إلى استعادة الدورة الدموية التلقائية (ROSC)، أي أن يبدأ القلب بالعمل تلقائيًا.
بمجرد اكتشاف السكتة القلبية، يجب البدء فورًا بإجراء إنعاش قلبي رئوي عالي الجودة. بعد بدء ضغطات الصدر، يجب على مقدم الرعاية الصحية (1) إعطاء التهوية (باستخدام قناع الكيس) والأكسجين، (2) توصيل وسادات جهاز مراقبة القلب/مزيل الرجفان أو أقطاب تخطيط كهربية القلب للطفل لإعطائه الصدمات الكهربائية عند الحاجة، و(3) توفير وصول وعائي (وريدي، داخلي). يجب ألا يقطع توصيل جهاز مراقبة القلب/مزيل الرجفان وتوفير وصول وعائي ضغطات الصدر.

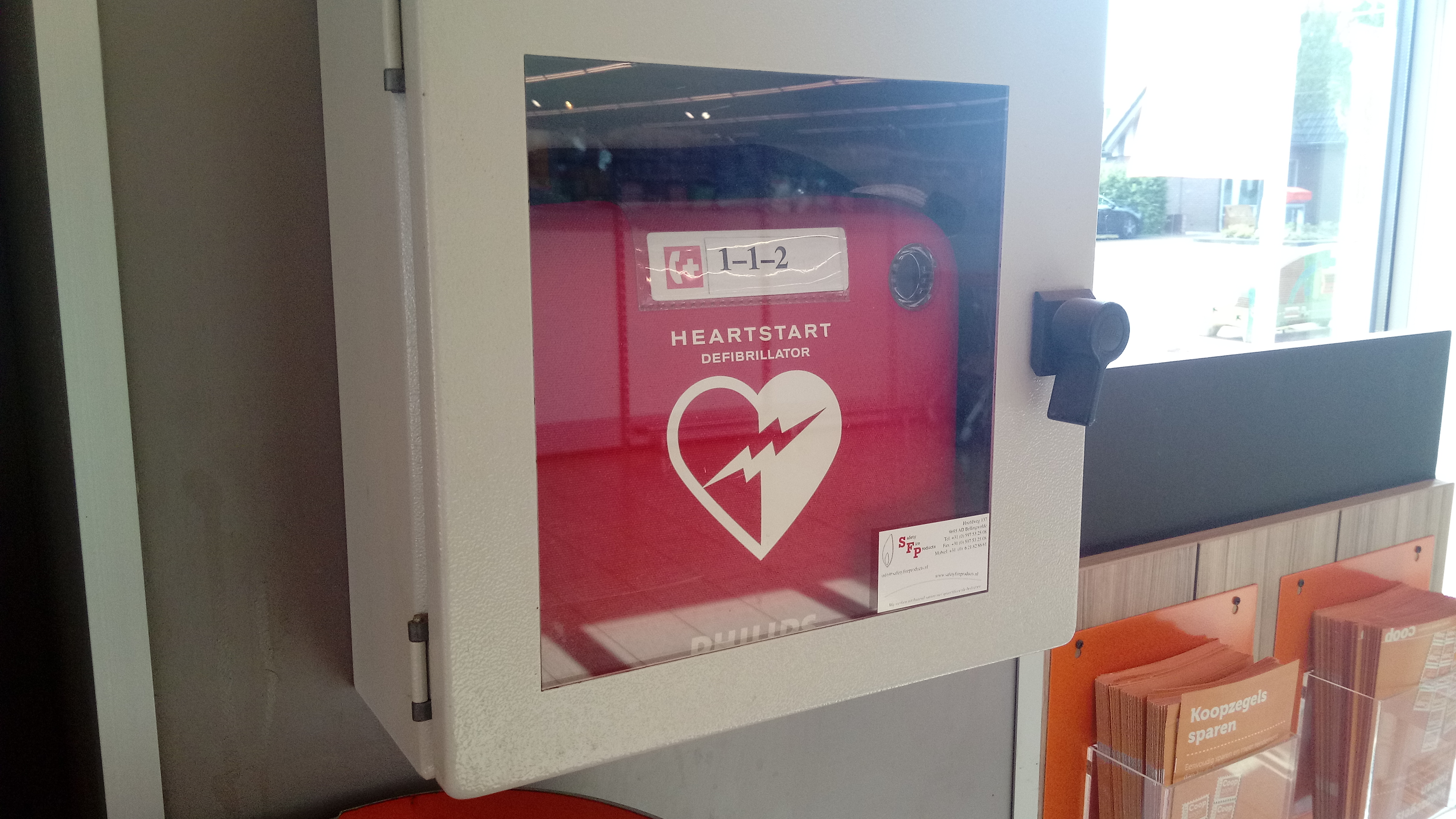
جهاز إزالة الرجفان الخارجي الآلي (AED)

بمجرد توصيل جهاز مراقبة القلب/مزيل الرجفان، يجب على مقدم الرعاية الصحية تقييم نظم القلب. من بين نظم السكتة القلبية الأربعة، يُعد كل من رجفان بطيني (VF) وتسرع القلب البطيني (pVT) نظمين قابلين للصدمات الكهربائية، بينما يُعد كل من توقف الانقباض وانقباض البطين الأيمن (PEA) نظمين غير قابلين للصدمات الكهربائية. الإيقاعات القابلة للصدمات هي إيقاعات يمكن أن تتحسن بالصدمة، وبالتالي، يجب أن تتلقى صدمة. الإيقاعات غير القابلة للصدمات هي إيقاعات لن تتحسن بالصدمة، وبالتالي، يجب ألا تتلقى صدمة. سيُخبر جهاز المراقبة/مزيل الرجفان مقدمي الرعاية الصحية ما إذا كان الإيقاع قابلاً للصدمة (أجهزة إزالة الرجفان الخارجية الآلية (AED))، أو سيتمكن مقدمو الرعاية الصحية من قراءة مخطط كهربية القلب وتحديد ما إذا كان الإيقاع قابلاً للصدمة بأنفسهم (أجهزة إزالة الرجفان اليدوية). إذا كان قابلاً للصدمة، أعطِ صدمة ثم استأنف الإنعاش القلبي الرئوي. إذا لم يكن قابلاً للصدمة، استمر في الإنعاش القلبي الرئوي، وأعطِ الأدرينالين، وفكّر في إجراء عملية متقدمة في مجرى الهواء.
بعد كل دقيقتين من إجراء الإنعاش القلبي الرئوي، يجب على مقدم الرعاية الصحية إعادة تقييم إيقاع قلب المريض لمعرفة ما إذا كان قابلاً للصدمة أم لا، وإعطائه صدمة إذا كان قابلاً للصدمة. يجب أن تستمر هذه الدورة التي تستغرق دقيقتين من الإنعاش القلبي الرئوي وتقييم الإيقاع حتى يقرر مقدمو الرعاية الصحية أن المزيد من الإجراءات العلاجية من غير المرجح أن تنقذ المريض. بالنسبة للمرضى الذين يعانون من إيقاعات قلبية قابلة للصدمات ولم يحققوا استعادة دورة الحياة الطبيعية (ROSC)، يمكن لمقدمي الرعاية الصحية إعطاء الأدرينالين بعد صدمتين، والأميودارون أو الليدوكايين بعد ثلاث صدمات. خلال تقييم الإنعاش القلبي الرئوي وتقييم إيقاع القلب، يجب على مقدمي الرعاية الصحية معالجة أي أسباب محتملة للسكتة القلبية (H's وT's المذكورة أعلاه) خلال إجراء الإنعاش القلبي الرئوي وتقييم إيقاع القلب.
إزالة الرجفان/الصدمات
- يجب أن تكون الصدمة الأولى ٢ جول/كجم
- الصدمة الثانية ٤ جول/كجم
- يجب أن تكون جميع الصدمات الأخرى ٤ جول/كجم أو أكثر، وبحد أقصى ١٠ جول/كجم.[2]

الأدوية التي يمكن إعطاؤها أثناء علاج السكتة القلبية مذكورة أدناه. الجرعات المذكورة أدناه مخصصة للأدوية الوريدية/الداخلية. غالبًا ما تُعطى الأدوية عبر الأنبوب الرغامي (ET) بجرعات أعلى.
- الإبينفرين: 0.01 ملغ/كغ كل 3-5 دقائق، بحد أقصى جرعة واحدة 1 ملغ.[2]
- الأميودارون: 5 ملغ/كغ في البداية، ويمكن تكرارها مرتين إضافيتين (إجمالي 3 جرعات)، بحد أقصى 300 ملغ لكل جرعة، بحد أقصى 15 ملغ/كغ، يُعطى في حالات الرجفان البطيني وتوقف القلب البطيني بعد العلاج المقاوم.[2][5]
- الليدوكايين: 1 ملغ/كغ في البداية مع تسريب مستمر بجرعة 20-50 ميكروغرام/كغ/دقيقة بعد العلاج المقاوم.[2][5]
- كبريتات المغنيسيوم: 25-50 ملغ/كغ مخففة في 10 مل من محلول D5W (5% دكستروز) وتُحقن على مدى دقيقة إلى دقيقتين، بحد أقصى 2 غرام لكل جرعة، يُعطى في حالات عدم انتظام دقات القلب البطيني (نوع من تسرع القلب البطيني) بدون نبض.[5]

## عدم انتظام ضربات القلب
ينبغي أن يكون مقدمو خدمات دعم الحياة المتقدم للأطفال (PALS) قادرين على تحديد ومعالجة أنواع مختلفة من اضطرابات نظم القلب لدى الأطفال، بما في ذلك بطء القلب، وتسارعه، وتوقف القلب (كما نوقش سابقًا). عند تحديد معدلات ضربات القلب البطيئة جدًا أو السريعة جدًا، من المهم فهم نطاقات معدلات ضربات القلب لدى الأطفال حسب العمر. تتغير النطاقات الطبيعية لمعدلات ضربات القلب لدى الأطفال مع التقدم في السن، حيث تكون أسرع مع اقتراب الولادة وأقل مع اقتراب البلوغ.

### اضطراب النظم البطيء
يُعرَّف بطء القلب بأنه بطء في معدل ضربات القلب بالنسبة لعمر الطفل. ويمكن أن يكون بطء القلب المصحوب بعلامات الصدمة (مثل تقلبات الحالة العقلية، وانخفاض ضغط الدم، وما إلى ذلك) علامة تحذير مبكرة للسكتة القلبية. وتشمل علامات بطء القلب التعب، والارتباك، والدوار، والدوار. ومن الأسباب المحتملة لبطء القلب نقص الأكسجين، وانخفاض حرارة الجسم، وبعض الأدوية.
```
أنواع بطء القلب
```

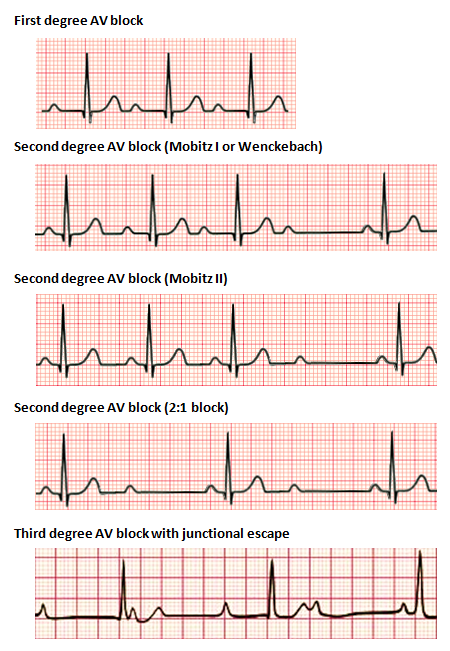
كتلة الأذيني البطيني

- الجيبي: إيقاع طبيعي، معدل نبضات بطيء
- حصار أذيني بطيني
- الدرجة الأولى: إطالة فترة PR (>0.20 ثانية)
- الدرجة الثانية
- نمط موبيتز الأول (وينكباخ): إطالة تدريجية لفترة PR ثم انخفاض في النبضات (موجة P بدون QRS)
- نمط موبيتز الثاني: فترات PR متساوية مع انخفاض متقطع في النبضات (موجة P بدون QRS)
- الدرجة الثالثة: انفصال تام بين موجة P ومركب QRS، حيث ينبض الأذينان والبطينان بشكل مستقل عن بعضهما البعض.[4]

### إدارة
يجب على مقدمي الرعاية الصحية اتباع خوارزمية جمعية القلب الأمريكية (AHA) لبطء القلب عند الأطفال مع النبض. وكما هو الحال دائمًا، يحتاج مقدمو الرعاية الصحية إلى دعم مجرى الهواء والتنفس والدورة الدموية، وبدء الإنعاش القلبي الرئوي عند الحاجة. يمكن علاج بطء القلب المصحوب بعلامات الصدمة بالإبينفرين والأتروبين لزيادة معدل ضربات القلب. إذا لم تُجدِ الأدوية نفعًا، يمكن لمقدمي الرعاية الصحية التفكير في تنظيم ضربات القلب.
- الإبينفرين: 0.01 ملغ/كغ كل 3-5 دقائق
- الأتروبين: 0.02 ملغ/كغ، يمكن تكرارها مرة واحدة، أقصى جرعة 0.5 ملغ، أدنى جرعة 0.1 ملغ[2][4]

### اضطراب النظم التسرعي
يُعرَّف تسرع القلب بأنه تسارع في معدل ضربات القلب بالنسبة لعمر الطفل. تتشابه أعراض تسرع القلب مع بطء القلب، ولكنها تشمل أيضًا خفقان القلب، وقلة التغذية، والانفعال. أما تسرع القلب فهو إيقاعات قلب سريعة وغير طبيعية.
```
أنواع تسرع القلب
```

- تسرع القلب الجيبي: إيقاع طبيعي (موجات P طبيعية)، معدل ضربات قلب سريع، عادةً أقل من ٢٢٠ نبضة في الدقيقة عند الرضع وأقل من ١٨٠ نبضة في الدقيقة عند الأطفال.
- تسرع القلب فوق البطيني (SVT): إيقاع غير طبيعي (موجات P غير طبيعية)، معدل ضربات قلب سريع، ينشأ فوق البطينين، عادةً أكثر من ٢٢٠ نبضة في الدقيقة عند الرضع وأكثر من ١٨٠ نبضة في الدقيقة عند الأطفال، مع ضيق في مقطع QRS (<٠.٠٩ ثانية).
- تسرع القلب البطيني (VT): معدل ضربات قلب سريع، ينشأ في البطينين، مع اتساع في مقطع QRS (>٠.٠٩ ثانية)[4]

### الإدارة
يجب على مقدمي الرعاية الصحية اتباع خوارزمية جمعية القلب الأمريكية (AHA) لتسرع القلب عند الأطفال مع النبض. وكما هو الحال دائمًا، يجب على مقدمي الرعاية الصحية دعم مجرى الهواء والتنفس والدورة الدموية، وبدء الإنعاش القلبي الرئوي عند الحاجة. يعتمد علاج تسرع القلب على حالة الطفل المستقرة أو غير المستقرة (يعاني من مشاكل قلبية رئوية: علامات صدمة، انخفاض ضغط الدم، تقلبات في الحالة العقلية).
يُعالج تسرع القلب غير المستقر بتقويم نظم القلب المتزامن - في البداية 0.5-1 جول/كجم، ويمكن زيادته إلى 2 جول/كجم إذا لم تُجدِ الجرعة الأقل نفعًا.
يُصنف علاج تسرع القلب المستقر إلى نوعين: QRS ضيق مقابل QRS واسع. في حالة QRS ضيق/SVT، يُجرى مناورات مبهمة ويُعطى أدينوزين. في حالة QRS واسع/VT مع إيقاع منتظم وQRS أحادي الشكل، يُمكن لمقدم الرعاية الصحية إعطاء أدينوزين، ويجب استشارة طبيب قلب الأطفال للحصول على توصيات.
الأدينوزين: الجرعة الأولى 0.1 ملغ/كغ بحد أقصى 6 ملغ، والجرعة الثانية 0.2 ملغ/كغ بحد أقصى 12 ملغ

## نقد
انتقدت منظمة بيتا (PETA) استخدام الحيوانات في تدريبات دعم الحياة المتقدم للأطفال (PALS)، ووصفته بأنه "قاسٍ وغير ضروري". وتقول بيتا إن مئات من مراكز تدريب دعم الحياة المتقدم للأطفال (PALS) بدأت باستخدام أجهزة محاكاة استجابةً للمخاوف المتعلقة برفاهية الحيوانات. ولا تؤيد جمعية القلب الأمريكية استخدام الحيوانات في تدريبات التنبيب ولا تشترطه.